# The Tower of Druaga
The Tower of Druaga (ドルアーガの塔?, Doruāga no Tō) è un videogioco arcade prodotto nel 1984 da Namco. Definito come una sorta di Pac-Man fantasy, il gioco è stato convertito per numerose piattaforme tra cui il Nintendo Entertainment System, incluso in alcune raccolte della serie Namco Museum e distribuito per Wii, Wii U e Nintendo 3DS. Nel 2008 è stato realizzato un anime basato sul videogioco.

## Trama
In The Tower of Druaga il protagonista è l'eroe Gilgamesh che deve salvare Ki, presa in ostaggio da Druaga e intrappolata nella torre eponima.